# Kabupaten de Rembang
Pour l’article homonyme, voir Rembang.
Le kabupaten de Rembang, en indonésien Kabupaten Rembang, est un kabupaten d'Indonésie situé dans la province de Java central.

## Histoire
L'apothicaire portugais Tomé Pires est le premier Européen à mentionner le nom de Rembang, vers 1515. Il signale notamment le rôle de ce port dans le commerce du riz et du bois. Rembang est également un centre international de construction navale. Ainsi, en 1671, on y construit deux bateaux, l'un pour le chef pirate chinois Koxinga (Zheng Chenggong), l'autre pour des armateurs japonais.
En 1743, Rembang et les forêts de teck alentour passent sous le contrôle des Hollandais de la VOC (Compagnie néerlandaise des Indes orientales).
En 1750, la VOC transfère à Rembang la garnison qu'elle entretenait dans la ville de Lasem. L'année suivante, Rembang est élevée au rang de kadipaten, supplantant Lasem.
Vers 1850, Rembang devient, comme sa voisine Lasem, un centre de contrebande de l'opium.

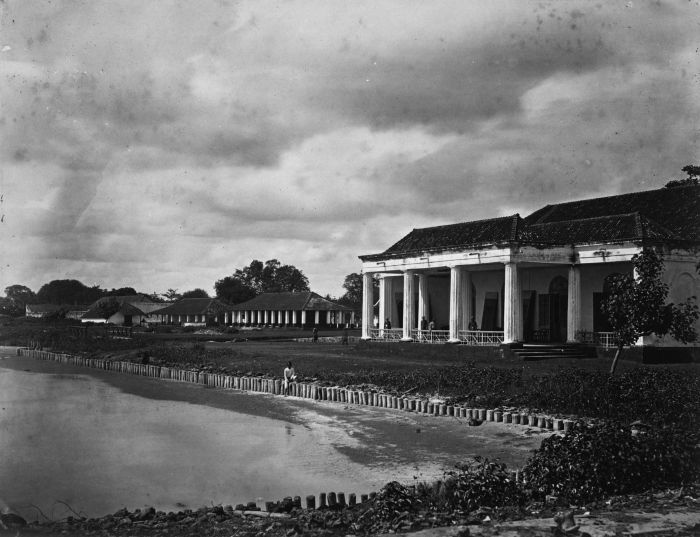
Le club européen de Rembang (vers 1860)

## Culture et tourisme

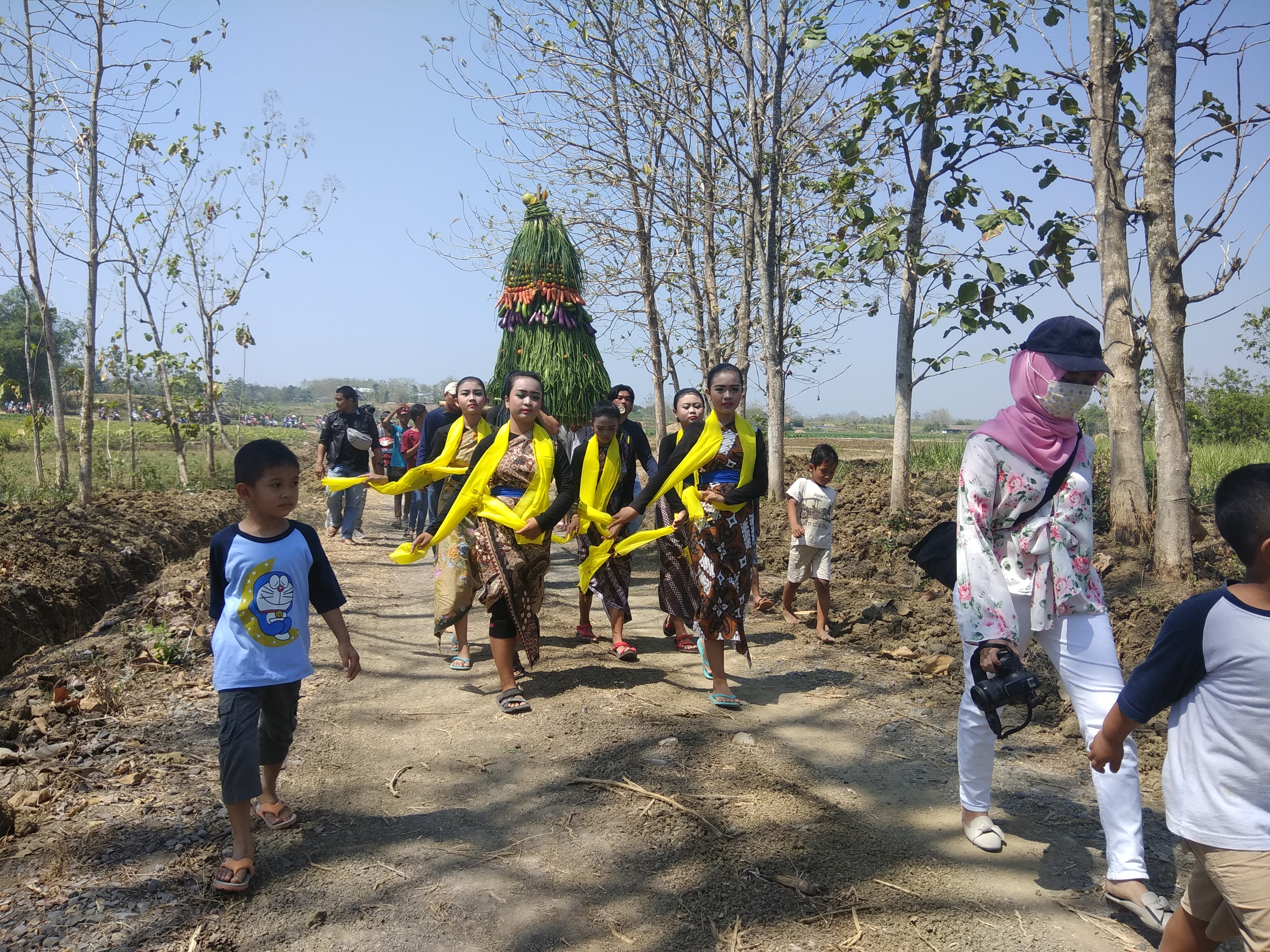
Parade d'un gunungan (montagne de riz) lors d'une cétémonie d'offrandes dans le hameau de Sekararum

La Grande Mosquée de Rembang a été construite en 1814 sous l'administration de l' adipati Tjondroningrat. Bien qu'elle ait subi 6 restaurations, elle a gardé son élégante architecture javanaise originale.
La tombe de Raden Ayu Kartini, une aristocrate qui militait pour une éducation moderne des femmes javanaises, se trouve à Rembang. Elle est un lieu de pèlerinage et de recueillement.

## Archéologie
- Le site de Plawangan, dans le district de Kragan, se trouve à 35 km à l'est de la ville de Rembang en direction de Surabaya. On y a trouvé des squelettes humains, dont certains logés dans une position assise à l'intérieur d'urnes, des parures, des objets en métal.
- Les mégalithes de Terjan se trouvent également dans le district de Kragan, à environ 45 km de Rembang. Situés au sommet d'une colline plantée d'arbres, ils ont la forme de têtes d'animaux.